# Burkea africana
Burkea africana är en ärtväxtart som beskrevs av William Jackson Hooker. Burkea africana ingår i släktet Burkea och familjen ärtväxter. Inga underarter finns listade i Catalogue of Life.

## Bildgalleri

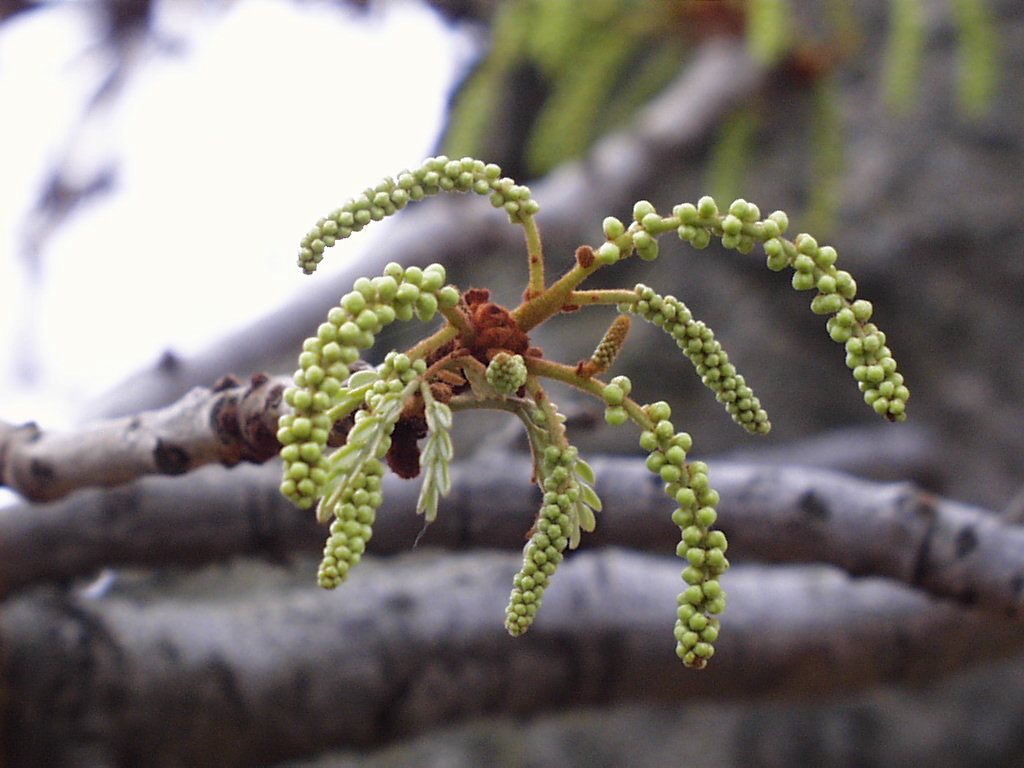
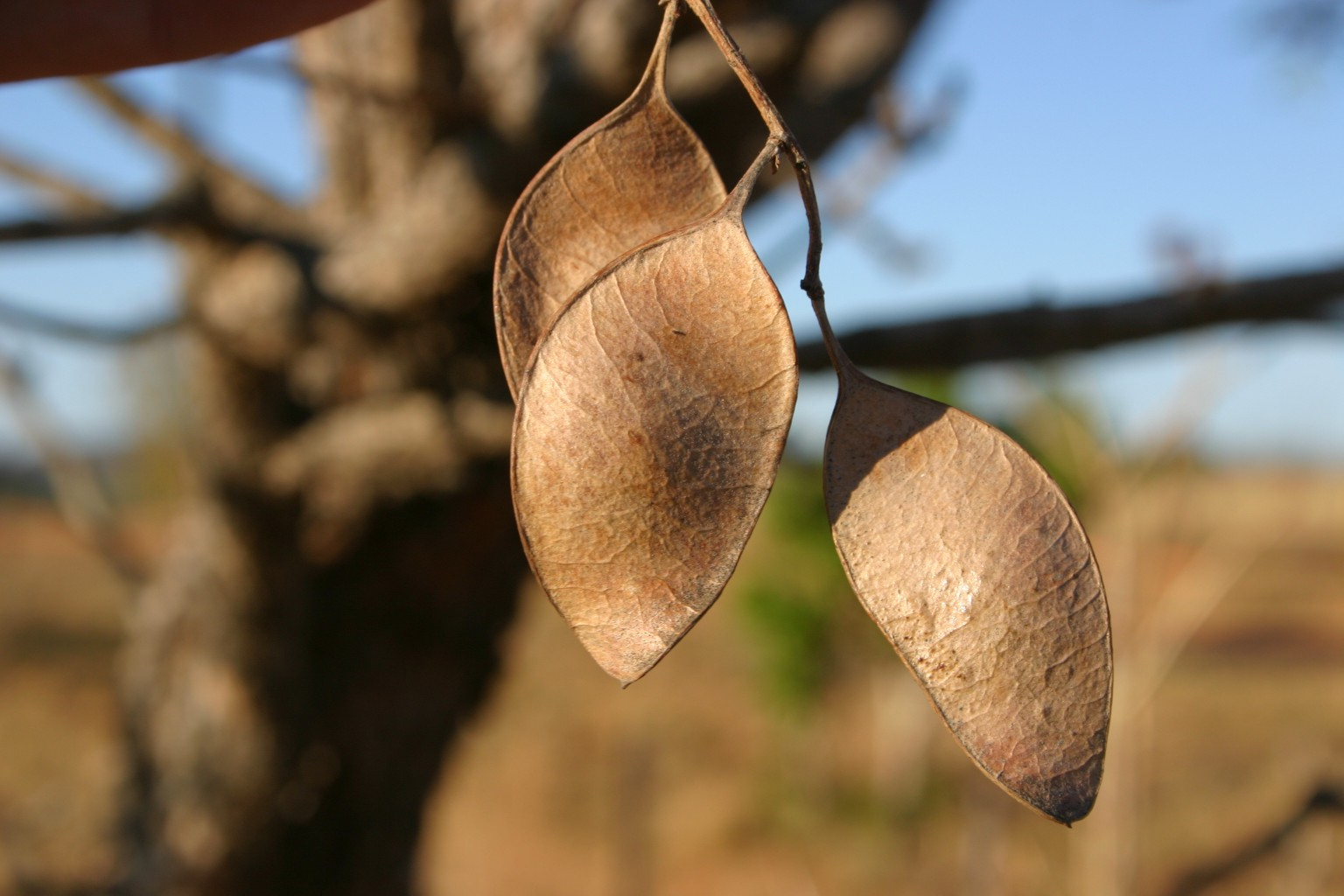
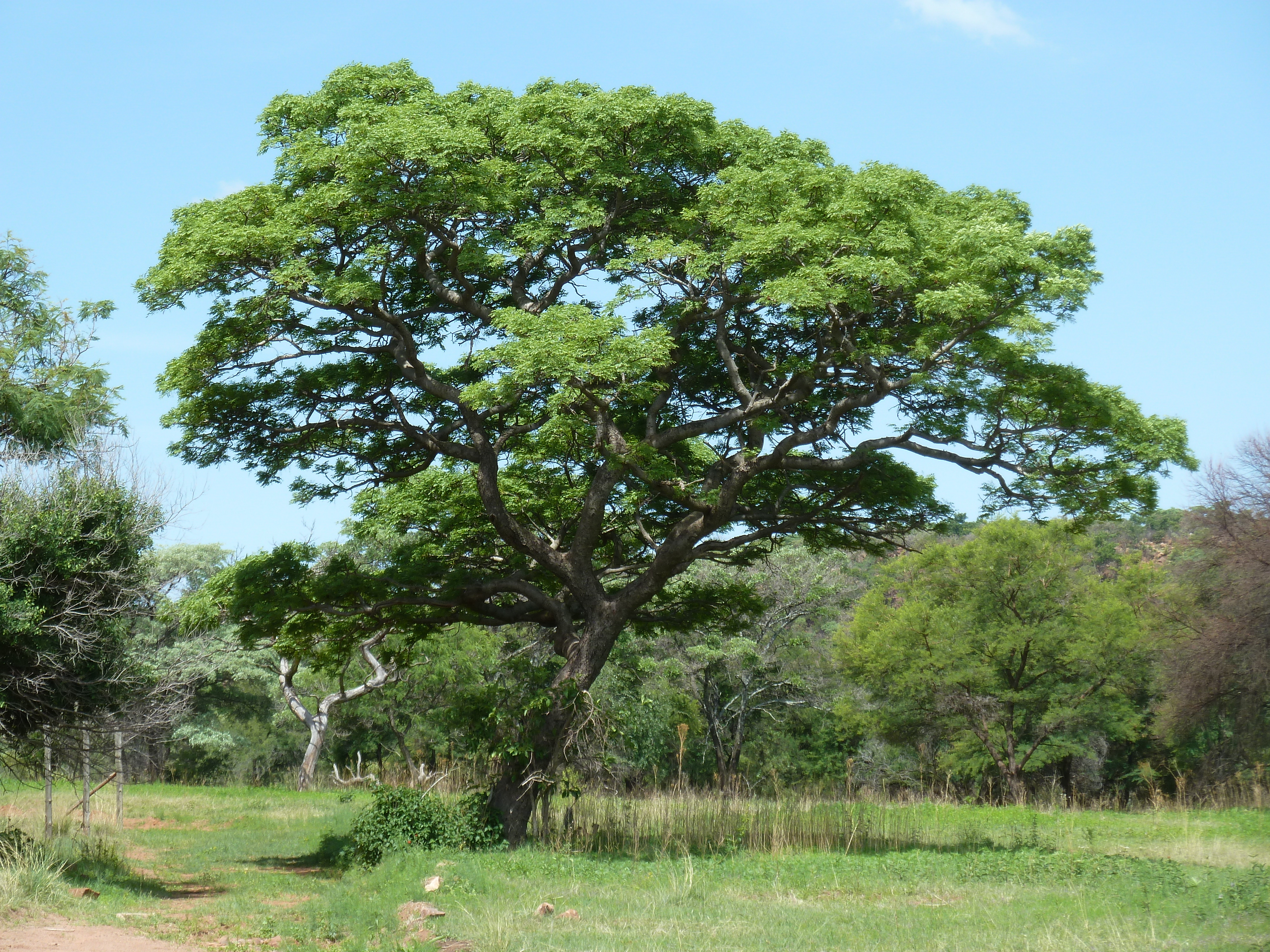
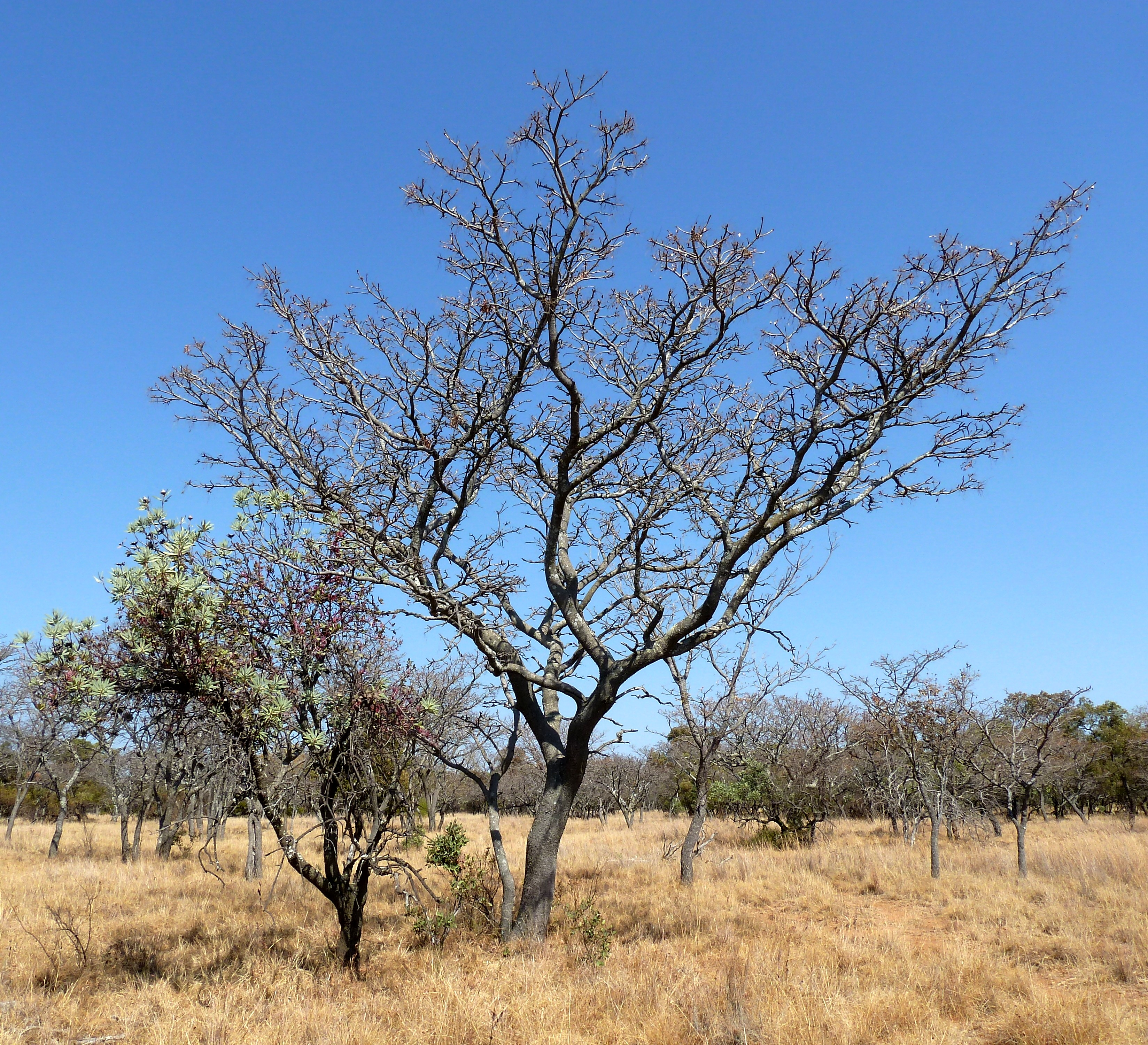